# Lista de denominações protestantes nos EUA por número de membros
Esta é uma lista de denominações protestantes nos Estados Unidos por número de membros.
Os números apresentados baseiam-se em reivindicações pelas próprias denominações, de pesquisas de organizações independentes como o Pew Research Center e do Anuário de Igrejas Americanas e Canadenses de 2010 do Conselho Nacional de Igrejas dos EUA.
Para efeito dessa lista, consideram-se denominação uma organização com governo centralizado ou convenção que torna uniforme as doutrinas e práticas de um grupo religioso. Embora existam grupos que usem o mesmo nome para identificar-se (como as Assembleias de Deus no Brasil) a independência entre diversas organizações caracteriza a diversidade de denominações. Igrejas de governo congregacional enfatizam a independência da igreja local, mas ainda assim forma denominações pelas suas convenções.
Uma denominação cristã é um corpo religioso distinto no cristianismo , identificado por traços como nome, organização, liderança e doutrina. Os corpos individuais, no entanto, podem usar termos alternativos para se descrever. As divisões entre um grupo e outro são definidas por autoridade e doutrina.
Os grupos que conservam uma doutrina uniforme, usam o mesmo nome, mas não formam uma única denominações podem ser classificados juntos como "tradição" ou família denominacional, com lista abaixo.
1. Convenção Batista do Sul 12.722.266 membros (em 2024)[4] e 17.649.040 aderentes (em 2020) [nota 1][5]
2. Igreja Metodista Unida 5.424.175 membros (em 2022)[6][nota 2].[7]
3. Assembleias de Deus nos EUA 1.737.524 membros e 2.984.352 aderentes [nota 3] (em 2023)[8].
4. Igreja Evangélica Luterana na América 2.904.686  membros (em 2022)[9].
5. Convenção Batista Missionária Nacional da América 2.428.820 membros (em 2020)[5][10].
6. Igreja Luterana - Sínodo de Missouri 1.708.125 membros (em 2022)[11].
7. Convenção Batista Nacional (EUA) 1.567.741 membros (em 2020)[5][12].
8. Igreja Episcopal dos Estados Unidos 1.394.769 membros (em 2023)[13] [nota 4][14].
9. Igrejas Cristãs e Igrejas de Cristo 1.379.041 membros (em 2020)[5].
10. Igreja Adventista do Sétimo Dia 1.171.952 membros (em 2023)[nota 5][15] e 1.339.830 aderentes (em 2020)[5][nota 6]
11. Fraternide Batista Bíblica Internacional 1.200.000 (em 2010)[1]
12. Igrejas Batistas Americanas EUA 1.126.527 membros  (em 2019)[16].
13. Igrejas de Cristo 1.112.935 membros (em 2021)[17].
14. Igreja Presbiteriana (EUA)  1.045.848 membros (em 2024)[18][19].
15. Igreja Metodista Episcopal Africana 1.059.888 membros (em 2020)[5][20].
16. Igreja de Deus em Cristo 920.429 membros (em 2020)[5][nota 7].
17. Igreja do Nazareno 905.690 membros (em 2020)[5]
18. Igreja de Deus (Cleveland) 868.446 membros (em 2020)[5][nota 8]
19. Associação Batista Cooperativa 750.000 membros (em 2019)[21].
20. Igreja Unida de Cristo 712.296 membros (em 2023)[22]
21. Igreja de Deus (Anderson) 427.038 membros (em 2020)[5]
22. União Mundial da Aliança 414.360 membros (em 2020)[5]
23. Igreja Presbiteriana na América 400.751 membros (em 2024)[23]
24. Igreja do Evangelho Quadrangular 363.626 membros (em 2020)[5][nota 9][24][25]
25. Sínodo Evangélico Luterano de Wisconsin 340.511 membros (em 2022)[26].
26. Converge (Estados Unidos)[nota 10] 322.293 membros (em 2019)[27].
27. Igreja Wesleyana 306.005 membros (em 2020)[5]
28. Igreja Metodista Episcopal Sião Africana 304.704 membros (em 2020)[5]
29. Discípulos de Cristo 277.864 membros (em 2022).[28]
30. Igreja Episcopal Metodista Cristã 269.126 membros (em 2020)[5]
31. Convenção Batista Nacional Progressiva 254.571 membros (em 2020)[5][29].
32. Assembleias Cristãs do Evangelho Pleno Internacional 240.878 membros (em 2020)[5]
33. Convenção Batista Nacional da América Internacional 225.776 membros (em 2020)[5][30].
34. Congregações Luteranas em Missão para Cristo 194.144 membros (em 2020)[5]
35. Associação Nacional de Batistas de Livre Arbítrio 156.895 membros (em 2020)[5]
36. Vineyard 155.836 membros (em 2020)[5]
37. Igreja Evangélica Aliança 154.267 membros (em 2020)[5]
38. Associação Batista Americana 146.820 membros (em 2020)[5]
39. Igreja Luterana Norte Americana 142.000 membros (em 2011)[31].
40. Exército da Salvação 141.098 membros (em 2020)[5]
41. Fraternidade da Igreja Batista do Evangelho Pleno 138.354 membros (em 2020)[5]
42. Igreja Cristã Reformada na América do Norte 131.360 membros (em 2025)[nota 11][32]
43. Ordem do Pacto dos Presbiterianos Evangélicos 127.000 membros (em 2022)[33][34].
44. Igreja Anglicana na América do Norte 124.999 (em 2022)[35].
45. Igreja Presbiteriana Evangélica (EUA) 119.931 membros (em 2024)[36].
46. Igreja da Irmandade 81.345 membros (em 2022)[37].
47. Igreja Presbiteriana Coreana Americana 80.000 membros (em 2021)[38].
48. Igreja Metodista Livre 71.634 membros (em 2020)[5][nota 12][39]
49. Igreja Presbiteriana Cumberland 71.204 membros (em 2022)[40].
50. Igreja Menonita nos EUA 71.058 membros (em 2020)[5][41].
51. Igreja Reformada na América 61.690 membros (em 2023)[nota 13][42].
52. Igreja Missionária 57.638 membros (em 2020)[5]
53. International Churches of Christ 53.612 membros (em 2020)[5].
54. Igreja Presbiteriana Coreana no Exterior 53.182 membros (em 2023)[43]
55. Convenção Batista Norte Americana 53.000 membros (em 2019)[44].
56. Conferência Cristã Congregacional Conservadora 51.112 membros (em 2020)[5][45].
57. Associação Geral de Batistas Gerais 50.365 membros (em 2019)[46].
58. Conferência dos EUA de Igrejas Irmãos Menonitas 43.308 (em 2020)[5]
59. Associação do Distrito Leste de Batistas Primitivos 42.196 membros (em 2020)[5]
60. Associação Nacional de Igrejas Cristãs Congregacionais 41.582 membros (em 2020)[5])[47]
61. Conferência Geral de Amigos 35.824 membros (em 2020)[nota 14][5]
62. Associação de Congregações Luteranas Livres 35.804 membros (em 2020)[5]
63. Convenção Batista Primitiva Nacional nos EUA 35.426 membros (em 2020)[5]
64. Igreja Evangélica de Amigos Internacional 34.960 membros (em 2020)[5]
65. Associação Geral dos Batistas Gerais 33.916 membros (em 2020)[5]
66. Igreja Presbiteriana Ortodoxa 33.520 membros (em 2023)[48].
67. Igreja dos Irmãos Morávios nos EUA 32.389 membros (em 2020)[5][49].
68. Conferência Geral das Igrejas de Deus (Winebrenner) 31.228 membros (em 2020)[5]
69. Igrejas Bíblicas Abertas 31.068 membros (em 2020)[5]
70. Igreja de Deus em Cristo, Menonita 25.897 membros (em 2020)[5]
71. Igreja Presbiteriana Reformada Associada (EUA) 25.692 (em 2022)[50].
72. Convenção Batista Original do Livre Arbítrio 23.490 membros (em 2020)[5]
73. Encontro de Amigos Unidos 22.240 membros (em 2020)[nota 15][5]
74. Casa Unida de Oração para Todas as Pessoas 21.857 membros (em 2020)[5]
75. Igreja Caminho Bíblico de Nosso Senhor Jesus Cristo 21.718 membros (em 2020)[5]
76. Igreja dos Irmãos Unidos em Cristo 21.222 membros (em 2020)[5]
77. Igreja Cristã Apostólica da América 19.557 membros (em 2020)[5]
78. Conferência Menonita da Velha Ordem de Weaverland 18.573 membros (em 2020)[5]
79. Santa Igreja Unida da América 17.832 membros (em 2020)[5]
80. Igreja Cristã do Advento 17.780 membros (em 2020)[5]
81. Sínodo Evangélico Luterano 16.536 membros (em 2020)[5]
82. Conferência Menonita Conservadora 16.493 membros (em 2020)[5]
83. Igrejas Reformadas Unidas na América do Norte 15.541 membros (em 2020)[5][nota 16][51].
84. Igreja Presbiteriana Cumberland na América 14.473 membros (em 2020)[5]
85. Igreja da Comunhão Bíblica 14.333 membros (em 2020)[5]
86. Igreja Menonita do Leste da Pensilvânia 11.193 membros (em 2020)[5]
87. Igreja Presbiteriana Coreana na América (Kosin) 10.300 membros (em 2015)[52].
88. Igrejas Menonitas Amish Praianas 10.093 membros (em 2020)[5]
89. Igreja Evangélica da América do Norte 9.809 membros (em 2020)[5]
90. |Irmandade de Igrejas Evangélicas 9.777 membros (em 2020)[5]
91. Igrejas Protestantes Reformadas na América 8.411 membros (em 2020)[5][nota 17][53]
92. Grupo Huterita Schmiedeleut 2 8.310 membros (em 2020)[5]
93. Igrejas da Comunidade Metropolitana 8.156 membros (em 2020)[5]
94. Igreja Presbiteriana Reformada da América do Norte 7.581 membros (em 2021)[54]
95. Irmandade Nacional de Igrejas Menonitas 7.508 membros (em 2020)[5]
96. Antigos Irmãos Batistas Alemães 6.644 membros (em 2020)[5]
97. Aliança Bíblica Menonita 6.339 membros (em 2020)[5]
98. Igrejas Batistas Zomi da América 6.000 membros (em 2019)[55].
99. Igreja Apostólica Reformada da União de Sião 4.784 membros (em 2020)[5]
100. Lehrerleut 4.754 membros (em 2020)[5]
101. Batistas do Sétimo Dia 4.512 membros (em 2020)[5]
102. Amishes Menonitas Kauffmans 4.092 membros (em 2020)[5]
103. Irmandade Menonita do Meio Atlântico 3.740 membros (em 2020)[5]

| Posição | Família denominacional         | Membros em 2007 | Percentual da população dos EUA em 2007 | Membros em 2014 | Percentual da população dos EUA em 2014 | Membros em 2024 | Percentual da população dos EUA em 2024 |
| ------- | ------------------------------ | --------------- | --------------------------------------- | --------------- | --------------------------------------- | --------------- | --------------------------------------- |
| 1       | Fé Batista                     | 51.806.400      | 17,2%                                   | 49.033.600      | 15,4%                                   | 40.944.000      | 12,0%                                   |
| 2       | Não denominacionais            | 13.554.000      | 4,5%                                    | 19.740.800      | 6,2%                                    | 24.225.200      | 7,1%                                    |
| 3       | Pentecostalismo                | 13.252.800      | 4,4%                                    | 14.646.400      | 4,6%                                    | 13.306.800      | 3,9%                                    |
| 4       | Metodismo                      | 18.674.400      | 6,2%                                    | 14.646.400      | 4,6%                                    | 11.942.000      | 3,5%                                    |
| 5       | Luteranismo                    | 13.855.200      | 4,6%                                    | 11.144.000      | 3,5%                                    | 9.894.800       | 2,9%                                    |
| 6       | Presbiterianismo               | 8.132.400       | 2,7%                                    | 7.004.800       | 2,2%                                    | 5.800.400       | 1,7%                                    |
| 7       | Restauracionismo               | 6.325.200       | 2,1%                                    | 6.049.600       | 1,9%                                    | 4.435.600       | 1,3%                                    |
| 8       | Anglicanismo                   | 4.518.000       | 1,5%                                    | 4.139.200       | 1,3%                                    | 3.753.200       | 1,1%                                    |
| 9       | Movimento de Santidade         | 3.614.400       | 1,2%                                    | 2.547.200       | 0,8%                                    | 2.047.200       | 0,6%                                    |
| 10      | Congregacionalismo             | 2.409.600       | 0,8%                                    | 1.910.400       | 0,6%                                    | 1.706.000       | 0,5%                                    |
| 11      | Adventismo                     | 1.506.000       | 0,5%                                    | 1.910.400       | 0,6%                                    | 1.023.600       | 0,3%                                    |
| 12      | Reformados Continentais        | 903.600         | 0,3%                                    | <955.200        | <0,3%                                   | 1.023.600       | 0,3%                                    |
| 13      | Anabatismo                     | <903.600        | <0,3%                                   | 955.200         | 0,3%                                    | <1.023.600      | <0,3%                                   |
| 14      | Pietismo                       | <903.600        | <0,3%                                   | <955.200        | <0,3%                                   | <1.023.600      | <0,3%                                   |
| 15      | Quakers                        | <903.600        | <0,3%                                   | <955.200        | <0,3%                                   | <1.023.600      | <0,3%                                   |
| -       | Outros protestantes            | 903.600         | 0,3%                                    | 955.200         | 0,3%                                    | <1.023.600      | <0,3%                                   |
| -       | Protestantes não especificados | 14.758.800      | 4,9%                                    | 12.099.200      | 3,8%                                    | 14.330.400      | 4,2%                                    |

- Lista de denominações protestantes no Brasil por número de membros
- Lista de denominações protestantes no México por número de membros
- Lista de denominações protestantes na Coreia do Sul por número de membros